# Oroscopa electrona
Oroscopa electrona là một loài bướm đêm trong họ Erebidae.